# Семь лун Маали Алмейды
«Семь лун Маали Алмейды» (англ. The Seven Moons of Maali Almeida) — роман шриланкийского писателя Шехана Карунатилаки, написанный в 2022 году. Он получил Букеровскую премию 2022 года, выиграв награду 17 октября 2022 года. «Семь лун Маали Алмейды» были опубликованы 4 августа 2022 года издательством Sort of Books (ISBN 978-1908745903).

## Сюжет
Сюжет романа строится вокруг гражданской войны на Шри-Ланке . Главный герой романа — Маали Алмейда, военный фотограф во время гражданской войны в Шри-Ланке в 1990 году. Война началась семь лет назад и будет продолжаться 19 лет, до 2009 года. Маали снимал все, что ему заказывали, и отправлялся в любую точку страны. Однажды Маали был убит. Когда он приходит в себя, то оказывается в странном месте, похожем на офис загробной жизни. Там ему говорят, что у него есть ровно семь лунных циклов для того, чтобы найти своего убийцу. Теперь Маали становится и жертвой, и детективом в одном лице. Он должен раскрыть собственное убийство.
Дух Маали не может общаться с живыми, перемещать предметы или подавать знаки. Вместо этого он может путешествовать по миру живых, наблюдая за всем молча. Это отражает то, чем Маали занимался при жизни. Используя свою камеру, он фотографировал все аспекты войны, такие как смерть, кровь, жестокость, разрушения, предательство и уродство. Но он не вмешивался в происходящее, просто выполнял свою работу. После смерти Маали хотел бы вмешаться и изменить ситуацию, но он не может этого сделать.
Описываются события на Шри-Ланке, которые переплетаются с сюжетом детектива. Автор использует множество аббревиатур, названий мест и имен, но не объясняет их значение. Возможно, это сделано для того, чтобы читатели проводили исследование и узнавали больше о истории Шри-Ланки, используя поисковые системы.
Роман написан от лица персонажа, что является необычным подходом. В основном, авторы используют третье лицо. Однако, в этом романе Маали постоянно говорит о себе в форме «ты». Это означает, что он обращается к читателю, рассказывая свою историю. Такой выбор формы лица не является случайным и служит для установления связи между персонажем и читателем.